# بورت دوفين (مترو باريس)
بورت دوفين (بالفرنسية: Porte Dauphine)‏ هي محطة مترو تابعة لمترو باريس تقع في فرنسا في الدائرة السادسة عشرة في باريس.